# 榆社县
榆社县位于山西省中部，是晋中市下辖的一个县。太行山的腰部，境内山峦起伏，石山土山应有尽有，浊漳河水从中流过，有云竹水库颇为著名，气候宜人，景色迷人。
榆社县为一农业县，以农林牧为本，而尤以林业最具优势。经济发展迅速。榆社历史悠久，其建制可追溯到隋代以前，境内文物众多，考古资源丰富，美名为"化石之乡"。这里当年是著名的抗日根据地，八路军总部长期转战于此。面积1651平方公里，县人民政府驻箕城镇。

## 行政区划
榆社县下辖4个镇、5个乡：
箕城镇、云簇镇、郝北镇、社城镇、河峪乡、北寨乡、西马乡和城区管理委员会。

## 人口
根据(山西省)晋中市第七次全国人口普查公报显示：榆社县常住人口为111714人。

## 交通
- 铁路：郑太高速铁路榆社西站、太焦铁路榆社站
- 公路： 二广高速 东吕高速 340国道 519国道过境。

## 名胜古迹
- 全国重点文物保护单位2项：福祥寺、崇圣寺
- 山西省文物保护单位10项：庙岭山石窟、邓峪村石塔造像、南村造像、石塔、郝北寿圣寺（郝壁村寿圣寺）、连家庄文峰塔（榆社文峰塔）、下赤峪资福寺、马定夫烈士故居、八路军总部韩庄修械所旧址、八路军后方医院河窳旧址

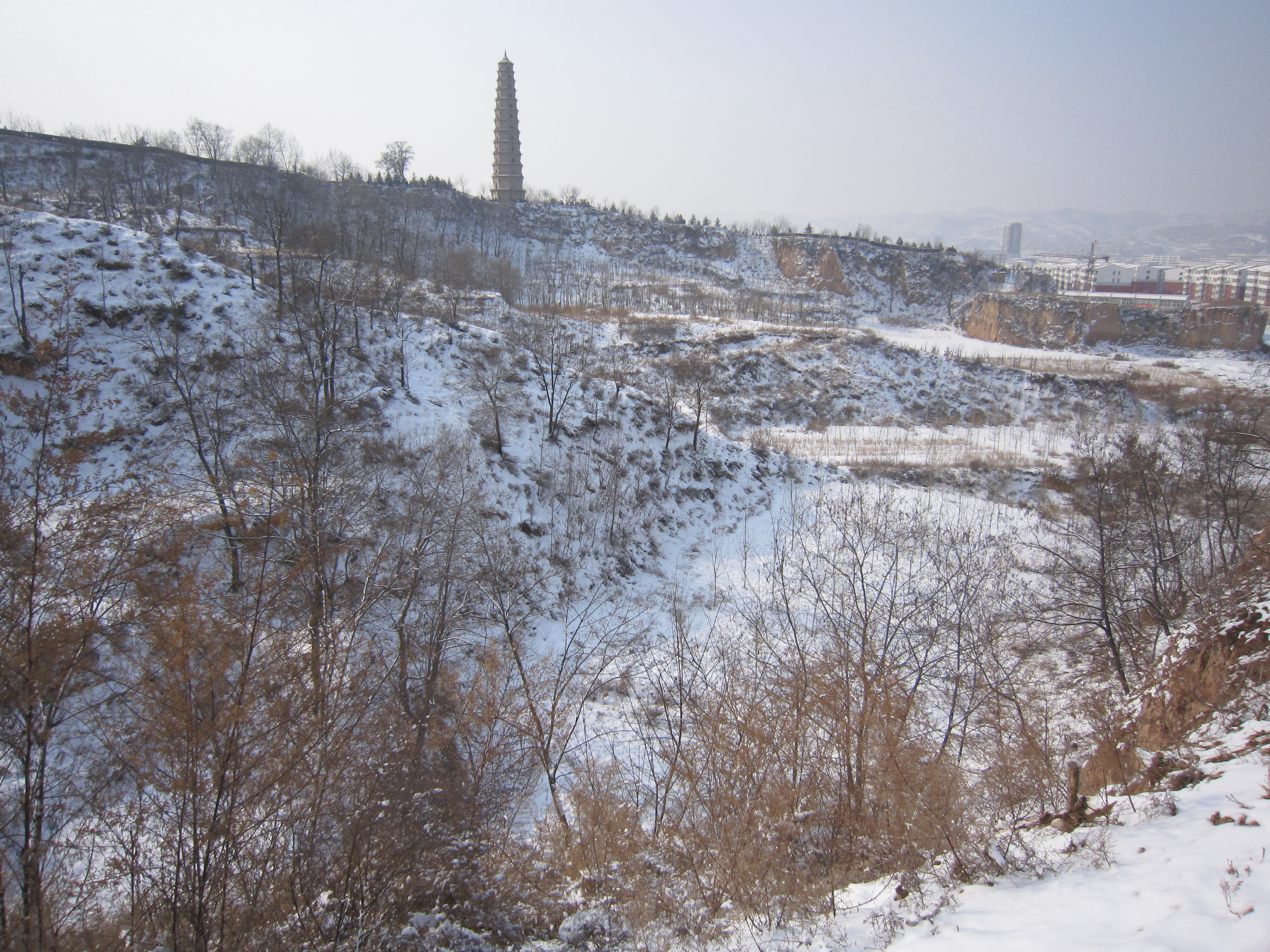
榆社文峰塔

- 晋中市文物保护单位
- 灵石县文物保护单位

- 杏沿沟石栈道杜余沟三角坪
- 岚峪乡
- 讲堂镇
- 社城镇
- 榆社二中